# Straßenbahnmuseum Thuin

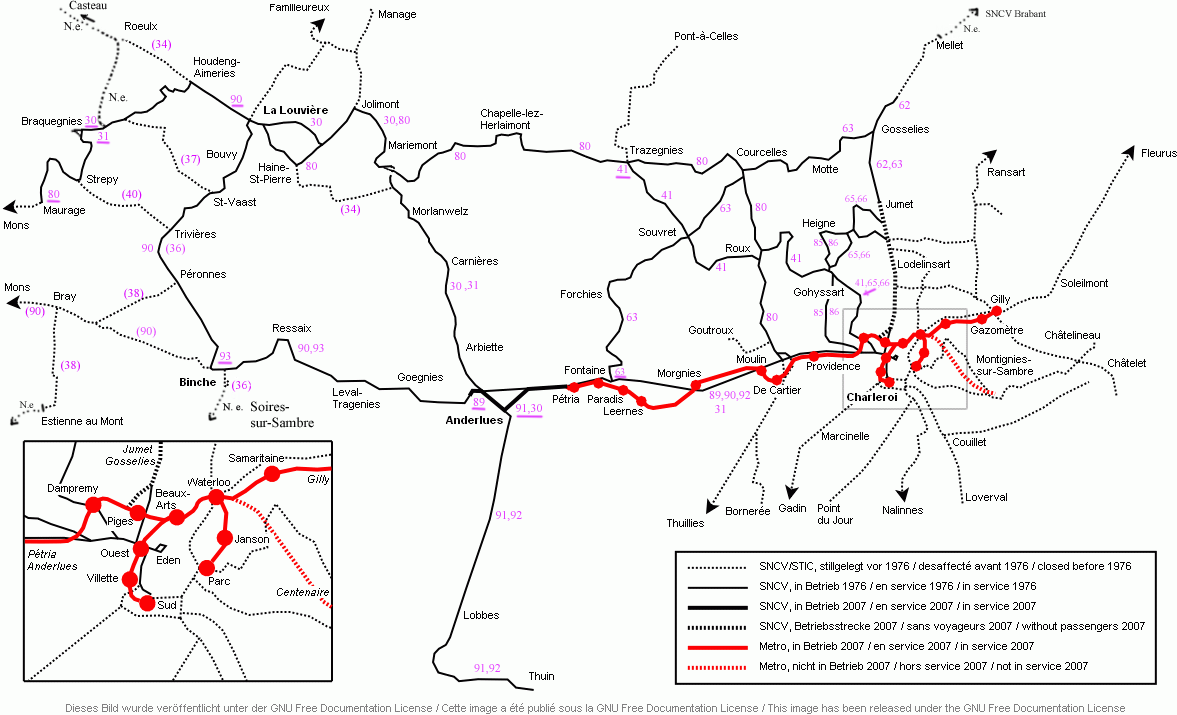
Ehemaliges Streckennetz der SNCV im Hennegau (2007)

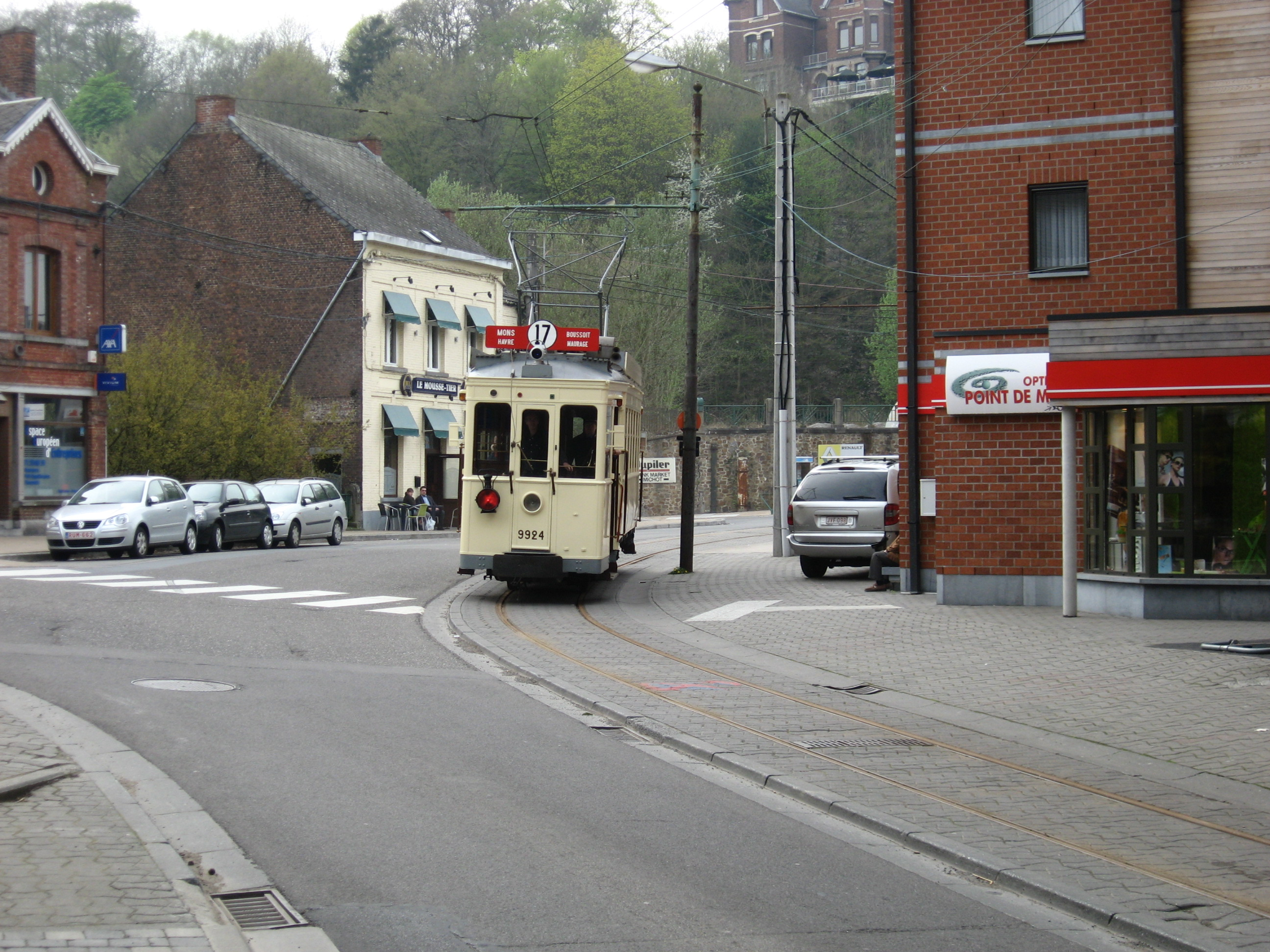
Zweiachsiger elektrischer Triebwagen der SNCV in Thuin (2009)

Betriebenes Liniennetz des Straßenbahnmuseums Thuin

Das Straßenbahnmuseum Thuin wird von der „Association pour la Sauvegarde du Vicinal“ (ASVi) betrieben und befindet sich in Thuin in der Provinz Hennegau in Belgien. Die Sammlung des Straßenbahnmuseums besteht vor allem aus Schmalspur-Fahrzeugen, die die Société nationale des chemins de fer vicinaux (SNCV) unterhielt. Die meisten Fahrzeuge waren im ausgedehnten Straßenbahnnetz von und um Charleroi im Einsatz.
In Thuin befinden sich zwei Museumsgebäude, in denen die Fahrzeuge ausgestellt sind. Von hier werden Fahrten auf der elektrifizierten Museumsbahnlinie zwischen Thuin (Ville Basse) und Lobbes, sowie auf der nichtelektrifizierten Linie von Musée ASVi nach Biesme-sous-Thuin durchgeführt. Die elektrifizierte Strecke ist ein Rest der früheren Straßenbahnlinie 92 von Thuin über Anderlues nach Charleroi.

## Der Verein
Der Verein Association pour la Sauvegarde du Vicinal (ASVi, deutsche Übersetzung: „Verein zur Bewahrung der Vizinalbahnen/Kleinbahnen“) wurde 1972 mit dem Ziel gegründet, die Geschichte der SNCV der Nachwelt zu erhalten. Er begann zunächst mit einer Fahrzeugsammlung, mit denen ab 1978 vom Betriebshof Anderlues ausgehend, erste Museumsfahrten durchgeführt wurden.
Nach einigen dieser Sonderfahrten auf dem damals noch recht ausgedehnten Netz um Charleroi suchte der Verein nach einer dauerhaft als Museumsstrecke zu erhaltenden Linie, die er schließlich in einem Teil der damaligen Linie 92 bereits Anfang der 1980er Jahre fand. Zunächst etablierte der Verein einen Museumsbetrieb mit seinen zwischenzeitlich erworbenen (ausgemusterten) Fahrzeugen der SNCV, zunächst an einigen Sommerwochenenden, später dann für die gesamte Sommerzeit, und heute (2014) von Anfang April bis Ende Oktober an Sonntagen sowie im Juli und August auch an Samstagen.

## Museum und Depot

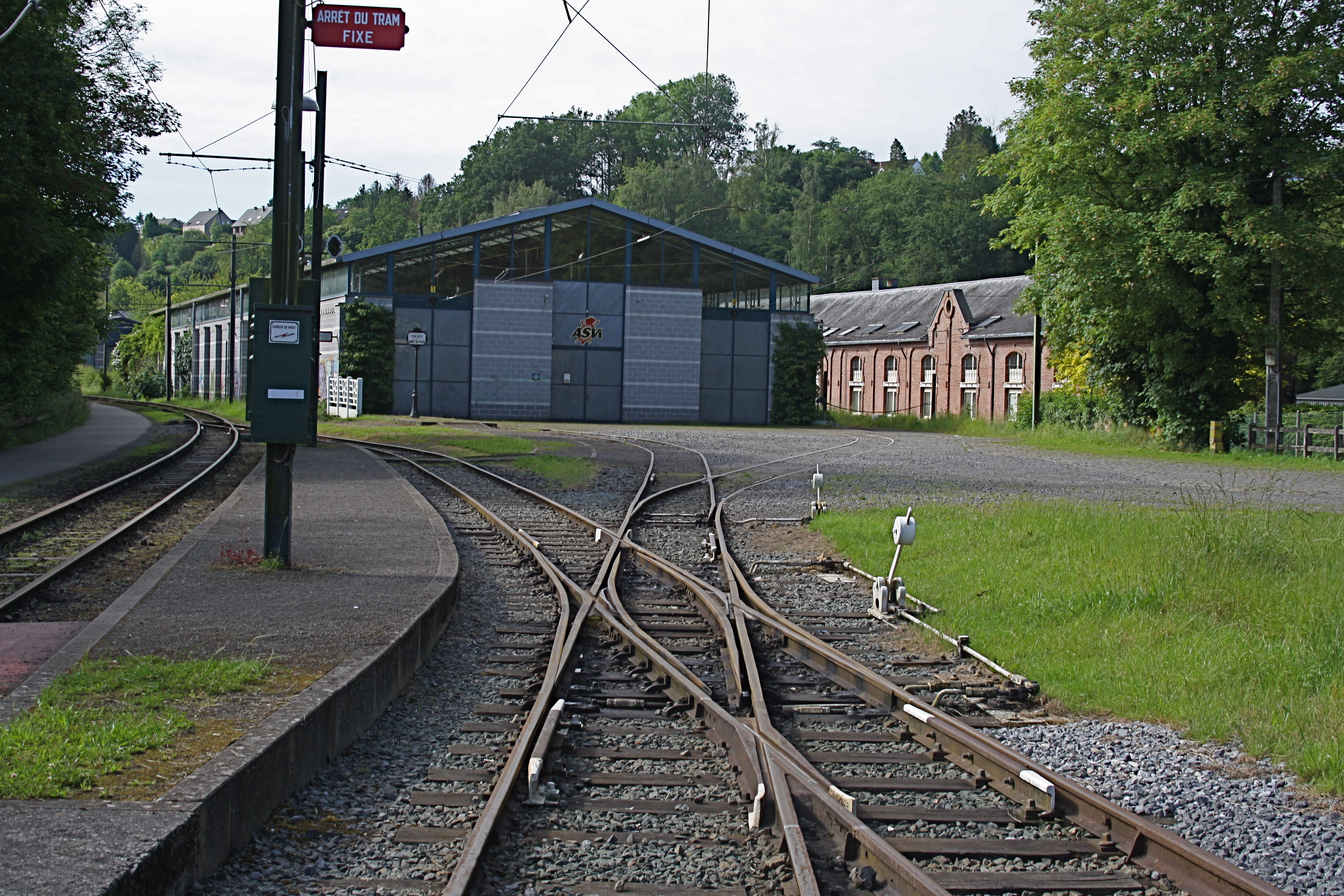
Museumsgelände auf dem ehemaligen Bahnhof Thuin Ouest, links das Gleis nach Chimay

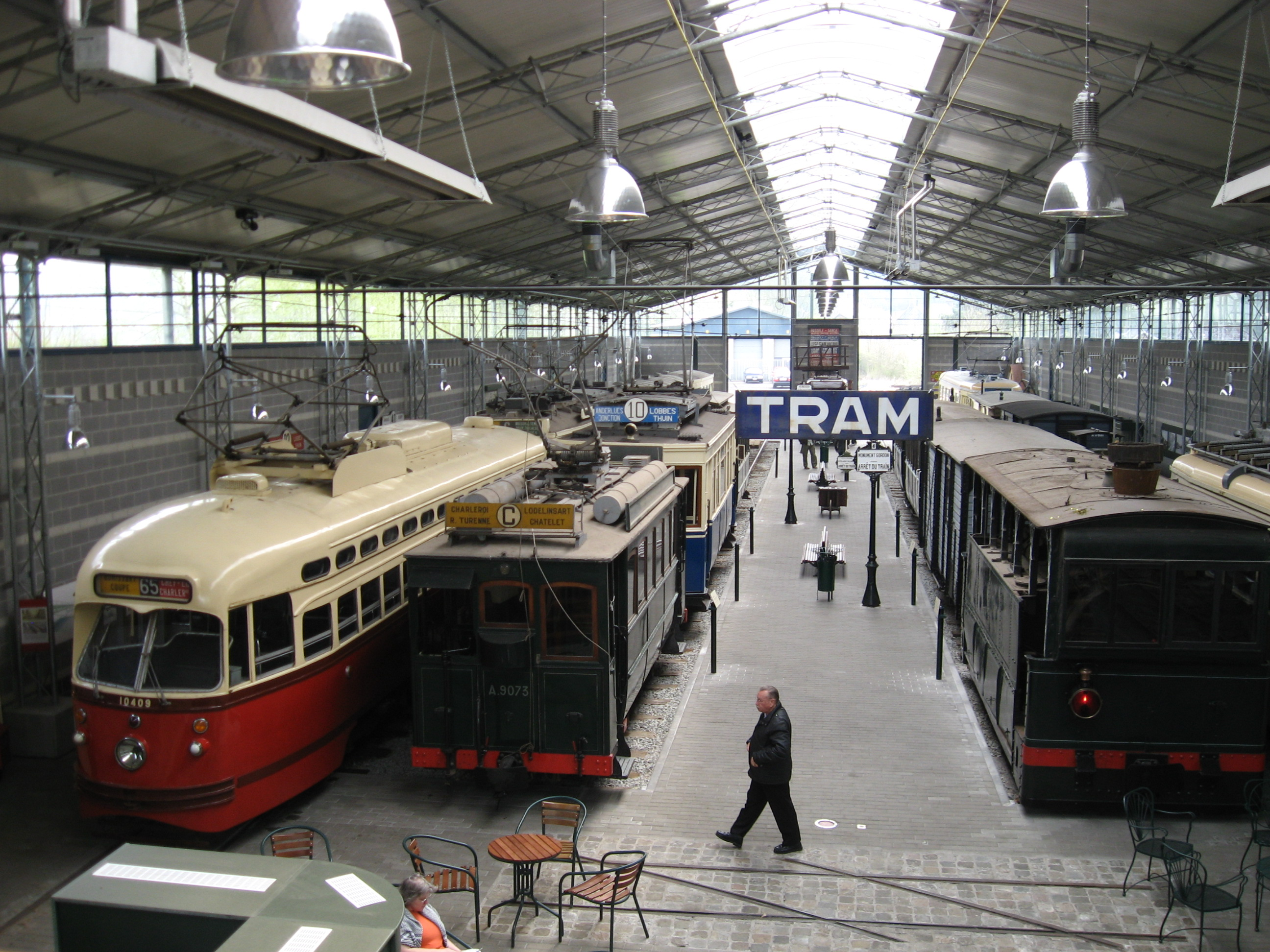
Innenansicht der Halle

Das Gelände des (ehemaligen) Bahnhofs Thuin Ouest (Thuin-West) wurde Ende der 1980er Jahre durch den Verein erworben, um die Fahrzeuge dauerhaft abzustellen. Von Vorteil war, dass dieses Gelände unweit der Museumsstrecke lag und mit geringen Mitteln an die bestehenden Gleise angebunden werden konnte.
Zuerst entstand ab 1996 im hinteren Teil eine Wagenabstellhalle mit Werkstatt, die 1999 eröffnet wurde, als zu diesem Zeitpunkt die historischen Fahrzeuge von Anderlues nach Thuin Ouest überführt wurden. Sie sollte auch als Ausstellungshalle mitgenutzt werden. Im Jahr 2000 folgte die Schaffung einer eigenen Fahrstromversorgung von diesem Gelände aus (600 V Gleichstrom, unter Verwendung von Ausrüstungen der stillgelegten Linie 90 und neuer Teile der AEG).
Allerdings ergab sich durch großzügige öffentliche Förderung in Höhe von 1,1 Mill. Euro (wozu der ASVi weitere 110.000 Euro als Eigenmittel aufbringen musste) eine neue Möglichkeit: Ab 2000 wurde das Centre de Découverte du Chemin de Fer Vicinaux (deutsche Übersetzung etwa „Kleinbahn-Entdeckungszentrum“) gebaut, das 2004 eröffnet wurde. Hierbei handelt es sich im Grundsatz um eine viergleisige Wagenhalle mit Bahnsteigen zwischen den Gleisen, die sowohl nach hinten an die Werkstatt, wie auch nach vorn an die Strecke (und zwar in Richtung Lobbes) angebunden wurde: Somit können hier die betriebsfähigen Wagen genauso abgestellt werden, wenn kein Fahrbetrieb herrscht, wie auch die umfangreiche Sammlung des ASVi präsentiert werden (Haltestellentafeln, historische Wartebänke, Gepäckkarren usw.). In der zweiten Etage überspannt ein „Straßenbahn-Café“ alle Gleise. Die Gleise im Vorfeld werden auch für Präsentationen und Fahrzeugschauen genutzt.

## Elektrifizierte Strecke

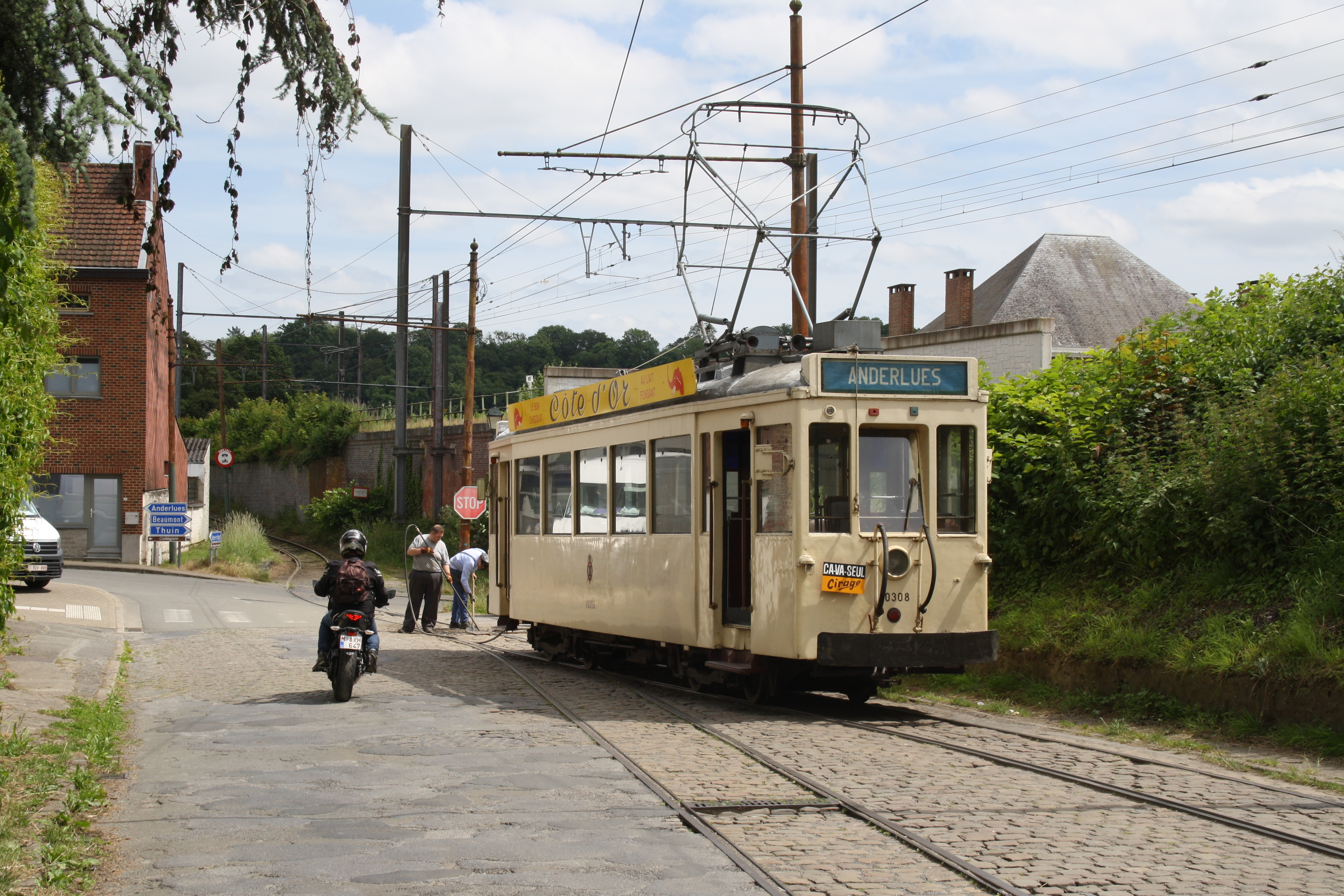
Triebwagen 10308 als Arbeitsfahrzeug bei Weichenreparatur in Lobbes

Die Linie 92 gehörte zum weitläufigen Meterspurnetz, das die SNCV in der Provinz Hainaut (Hennegau) unterhielt und das auf die beiden Kohle- und Stahlstandorte Charleroi und La Louvière ausgerichtet war, konkret zum Netzteil „Groupe du centre“, welches vor allem den ländlichen Raum zwischen beiden Städten ausfüllte. Am Betriebshof von Anderlues zweigte die 92 von einer der Hauptlinien (zuletzt Linie 90) nach Süden ab und folgte zunächst der Landstraße N 59. Zum Abstieg in das Tal der Sambre verließ sie diese Straße, durchquerte Lobbes-Les Bonniers zunächst in Seitenlage der N 559, ab Lobbes-Entreville auf eigener Trasse nach Lobbes Centre den Hang zur Sambre hinab. Sie erreichte in Höhe des Bahnhofes Lobbes die Staatsbahnlinie Charleroi-Erquelinnes, der sie zunächst folgte (u. a. gemeinsam mit der Staatsbahn über die Sambre), und um sie später in Höhe des Friedhofes von Lobbes zu unterqueren. Die Strecke wendete sich erneut gen Westen, um schließlich nach Überquerung des Flüsschens Biesmelle in Thuin-Ville Basse (Thuin-Unterstadt) den Endpunkt direkt neben der Sambre – damals auch gleichzeitig der südlichste Punkt im Netz der SNCV – zu erreichen. Eröffnet wurde die Strecke von Anderlues bis Lobbes am 11. April 1914, die Verlängerung bis Thuin 1930. Betrieben wurde sie im regulären Personenverkehr bis 31. Dezember 1983.
Zu dem Zeitpunkt hatte die Verwaltung der SNCV bereits zugestimmt, dass der ASVi die Strecke zur Nutzung erhält, wenn er für die laufende Instandhaltung sorgt. Somit begann bereits 1984 der reguläre Museumsbetrieb zwischen Lobbes und Thuin-Ville Basse, zunächst mit einzelnen Fahrten auch bis Anderlues (mindestens zu Betriebsbeginn und -schluss). Allerdings äußerte die SNCV recht bald die Absicht, die Strecke zwischen Lobbes und Anderlues aufzugeben (sie ist heute im Wesentlichen durch die Ende der 1990er Jahre erfolgten Verbreiterung der N 59 zwischen Lobbes-Les Bonniers und Anderlues in Anspruch genommen worden), so dass der Verein aus eigenen Kräften für die Unterbringung der Fahrzeuge (die bis dahin im Depot Anderlues standen) sorgen musste.
Die (elektrisch) betriebene Strecke reicht seit 2014 von Lobbes-Entreville bis Thuin-Ville Basse, da 2010/11 Metalldiebe auf der eigenen Trasse und zwischen Lobbes-Entreville und Lobbes-Quatre bras (populär: Lobbes 4 bras) die Fahrleitung gestohlen hatten und diese durch den ASVi zunächst nur von Lobbes-Centre bis Lobbes-Entreville ersetzt werden konnte. Dadurch ist der Betrieb bis Lobbes-4 bras (d. h. eine Haltestelle weiter), wie vor dem Diebstahl, noch nicht wieder möglich. Zwischenzeitlich wurde zudem teilweise über das Gleis der Strecke asphaltiert, dessen Freilegung erfolgt schrittweise seit 2017.
Die Strecke selbst ist noch von Lobbes-4 bras darüber hinaus bis zur N59 in Lobbes-Les Bonniers vorhanden, bedarf aber eines höheren Instandsetzungsaufwandes und ist nur mittelfristig für die Betriebsaufnahme vorgesehen.

## Nichtelektrifizierte Strecke

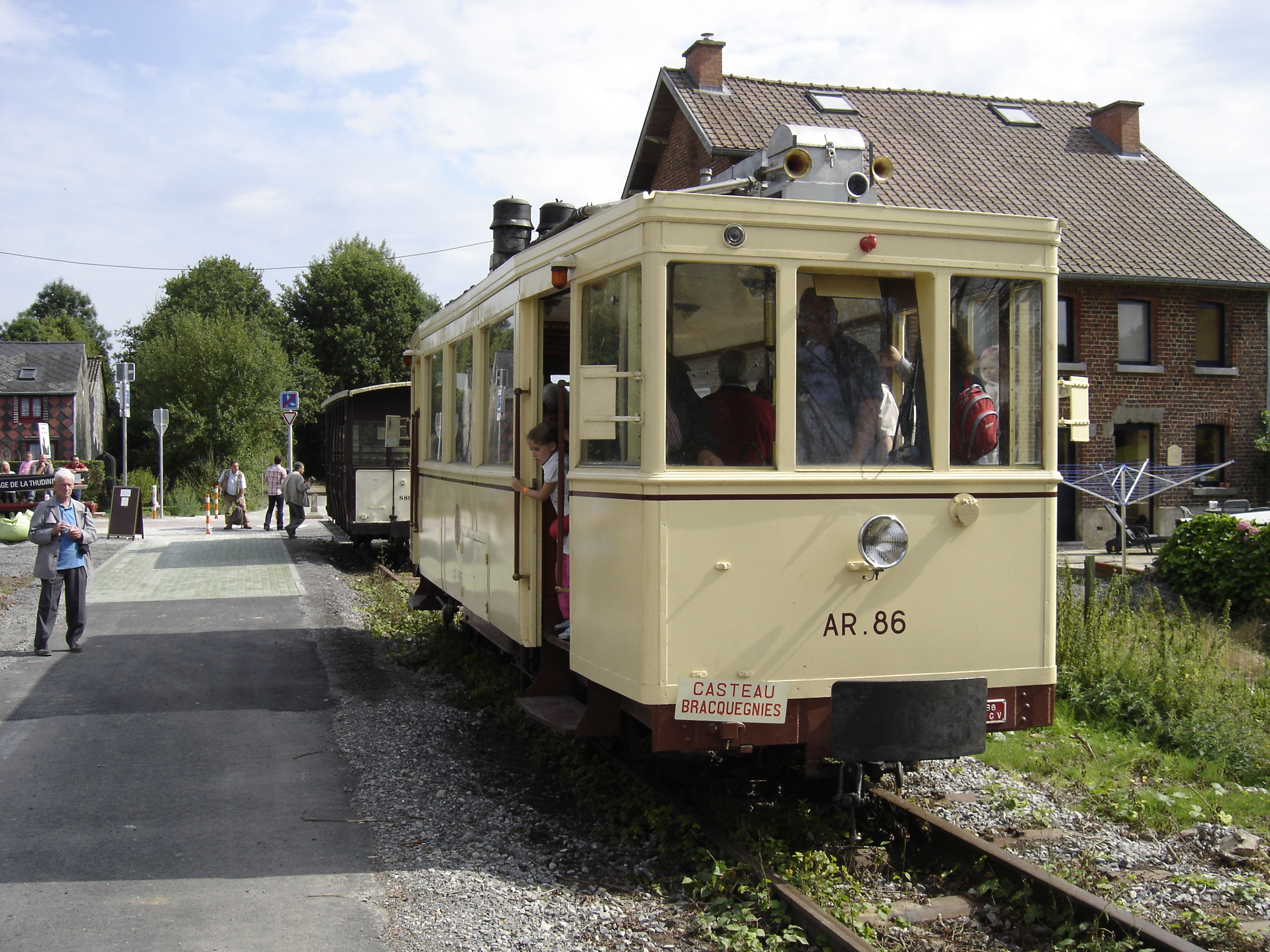
Dieseltriebwagen AR 86 in Biesme-sous-Thuin

Von der zweigleisigen Staatsbahn zweigte einst in Lobbes die eingleisige Nebenbahn nach Chimay ab, die zuletzt nur im Güterverkehr bedient und 1991 endgültig stillgelegt wurde. Der ASVi konnte von dieser Strecke einen 3,1 km langen Abschnitt erwerben (einschließlich des Bahnhofes Thuin Ouest), womit auch das Gelände für das zukünftige Depot bereitstand. Die Strecke selbst wurde durch den ASVi ab Ende der 1990er Jahre auf Meterspur umgespurt und im August 2010 ging die (nichtelektrifizierte) Museumsstrecke bis Biesme-sous-Thuin in Betrieb.

## Bestand
In Thuin sind ca. 40 Fahrzeuge beheimatet, nicht alle davon sind aufgearbeitet bzw. in betriebsfähigem Zustand. Zu diesen gehören eine Dampflok von 1888, 15 Motorwagen der Jahre 1898 bis 1957, 5 Beiwagen, zwei Dieseltriebwagen („Autorail“) und zahlreiche Personen- und Güterwagen aus der dampfbetriebenen Zeit der SNCV. Als „roulant“ (d. h. „einsatzfähig“) waren 2014 acht Triebwagen verfügbar, der älteste von 1901. Die betriebsfähige Fahrzeugflotte ist seitdem gewachsen, im August 2018 wurde der Dampftriebwagen HL 303 wieder in Betrieb genommen. Der betriebsfähige Bestand umfasst mit Stand von Dezember 2018 folgende 13 Fahrzeuge:
| ASVi-Nr.                    | Typ                   | Hersteller                       | Jahr |                             |
| --------------------------- | --------------------- | -------------------------------- | ---- | --------------------------- |
| HL303 "Typ 7"               | Kastendampflokomotive | La Métallurgique à Tubize        | 1888 | HL303                       |
| A.9073                      | Zweiachser            | Electricité et Hydraulique       | 1901 | A.9073                      |
| A.9385 "Typ Manage"         | Zweiachser            | Franco-Belge                     | 1910 |                             |
| A.9515                      | Zweiachser            | Le Rœulx                         | 1918 | A.9515                      |
| 9924                        | Zweiachser            | La Dyle à Louvain                | 1931 | 9924                        |
| AR.86                       | Dieseltriebwagen      | SNCV Brabant                     | 1934 | AR.86                       |
| 10284 "Typ Eugies"          | Vierachser            | Braine-le-Comte                  | 1936 | 10284 "Eugies"              |
| 10308 "Standard Métallique" | Vierachser            | Baume et Marpent                 | 1942 | 10308 "Standard Métallique" |
| ART.300                     | Dieseltriebwagen      | SNCV Andenne                     | 1947 | ART.300                     |
| 10409 "PCC"                 | Vierachser            | La Brugeoise & Nicaise & Delcuve | 1949 | 10409 "PCC"                 |
| 10480 "Typ N"               | Vierachser            | SNCV Cureghem                    | 1954 | 10480 "Type N"              |
| 9063 "Typ S"                | Vierachser            | SNCV Brabant                     | 1956 |                             |
| 9974 "Typ SE"               | Vierachser            | SNCV Brabant                     | 1958 | 9974 "Type SE"              |